# Curva motore

Curva di potenza di una motocicletta

Curva di coppia di una motocicletta

Per curva motore, curva caratteristica o caratteristica meccanica di un motore si intende quella curva che rappresenta graficamente la relazione esistente fra la coppia motrice disponibile all'albero del motore e la relativa velocità angolare. Il grafico viene prodotto riportando su assi cartesiani i risultati delle prove sperimentali condotte.

## Classificazione della curva motore
Un determinato motore avrà un funzionamento stabile quando sarà in grado di adeguare automaticamente la sua coppia motrice alla coppia resistente, ciò significa che dovrà aumentare la sua coppia motrice con il diminuire della velocità di rotazione e viceversa, quindi ad un aumento della coppia resistente si avrà un nuovo regime stabile di funzionamento leggermente più basso del precedente.
La caratteristica meccanica ideale è quindi quella in cui i due fattori, coppia motrice e velocità angolare variano in maniera proporzionale inversa mantenendo costante il loro prodotto (potenza) e la curva è in tale caso un'iperbole equilatera.

Mentre viene definito astabile quando non riuscirà a rispondere ad un aumento della coppia resistente, quindi ad un aumento di tale forza si ha un abbassamento del regime del motore fino al suo arresto, perché la coppia del motore o rimane costante o si riduce al diminuire del regime di funzionamento.
Il motore la cui caratteristica meccanica si approssima di più a quella ideale è il motore elettrico a corrente continua con eccitazione in serie (motore universale), è pertanto uno dei motori più usati per la trazione di veicoli stradali e ferroviari alimentati a corrente continua.

## Rilevamento
In tutte le tipologie di motori la coppia motrice viene misurata su un banco prova, nel quale il motore viene collegato ad un freno elettromagnetico (o ad un carico variabile opportuno), in modo da ricavare una curva, detta caratteristica meccanica o curva motore.
Nel caso dei motori endotermici, dopo aver fatto scaldare il motore (portato a temperatura di regime) viene prima misurato il regime di rotazione minimo e misurato il consumo di combustibile (questo viene definito autoconsumo in quanto necessario solo a vincere gli attriti), successivamente si spinge a fondo l'acceleratore per misurare il regime di rotazione massimo (e il conseguente consumo di combustibile sempre solo per vincere gli attriti).
Terminata questa fase si inizia a caricare il motore, sempre con il combustibile a piena mandata, esercitando una coppia resistente tramite il freno elettromagnetico e si rileveranno i dati sperimentali relativi a regime nominale, coppia motore e tempo di consumo del combustibile.

Si aumenta gradualmente la coppia resistente e si riveleranno i dati relativi alle varie coppie resistenti e si costruirà la curva motore effettivamente rappresentata da tre curve su un grafico che riporta in ascissa il regime di rotazione ed in ordinata rispettivamente:

## Dati rilevati relativi ad un motore endotermico
Le curve e dati relativi ai motori endotermici sono:
1. Coppia motrice; espressa in N·m, dove il valore massimo corrisponde alla massima resa/energia (da non confondere con il rendimento) del motore per ogni ciclo di funzionamento.
2. Potenza; espressa in W o multipli, dove il punto di valore maggiore corrisponde al massimo lavoro fornibile dal motore.
3. Consumo specifico; espresso in g/kW·h, dove il punto di valore minore corrisponde alla situazione in cui il motore ha il massimo rendimento complessivo e quindi la migliore conversione d'energia chimica (benzina, gasolio o altro) in energia meccanica.

## Utilità
I dati relativi alle curve del motore, come la coppia, sono importanti per determinare il regime di miglior funzionamento e l'andamento della spinta generata dal motore, mentre la curva dei consumi è fondamentale per la gestione energetica del motore e per valutare l'efficienza del motore, mentre la potenza è utile per valutare la quantità di lavoro che il motore può generare.